# Wilma Flintstone
Wilma Flintstone is een personage uit de animatieserie The Flintstones.

## Beschrijving
Wilma Flintstone is de roodharige echtgenote van holbewoner Fred Flintstone, dochter van Pearl Slaghoople, moeder van Pebbles Flintstone en grootmoeder. Haar beste vrienden zijn haar buren, Betty en Barney Rubble. Het personage van Wilma is gebaseerd op dat van Alice Kramden, de echtgenote van Ralph Kramden, van de  televisieserie The Honeymooners uit de jaren vijftig. Net als Alice speelt Wilma de sterke en koppige persoonlijkheid en bekritiseert ze Fred vaak over zijn slecht voorbereide acties. Wilma helpt Fred ook vaak uit de ellende als alles weer eens verkeerd gaat.